# Kongo na Letnich Igrzyskach Olimpijskich 2000
Kongo na Letnich Igrzyskach Olimpijskich 2000 reprezentowało 5 zawodników, 3 mężczyzn i 2 kobiety.

## Skład kadry

### Judo
Mężczyźni
- Kevin Ngapoula-Mbembo

### Lekkoatletyka
Mężczyźni
- Benjamin Youla

bieg na 400 m (odpadł w 1 rundzie eliminacji)
Kobiety
- Léontine Tsiba

bieg na 800 m (odpadła w 1 rundzie eliminacji)

### Pływanie
Mężczyźni
- Marien Michel Ngouabi

100 m stylem dowolnym (odpadł w eliminacjach)
Kobiety
- Clara Monika Bakale

100 m stylem grzbietowym (odpadła w eliminacjach)